# 岡山学芸館清秀中学校・岡山学芸館高等学校
岡山学芸館清秀中学校（おかやまがくげいかんせいしゅうちゅうがっこう）・岡山学芸館高等学校（おかやまがくげいかんこうとうがっこう）は、岡山県岡山市東区西大寺上に所在し、中高一貫教育を提供する私立中学校・高等学校である。
高等学校において、清秀中学校から入学した生徒は普通科清秀高等部に進学できる。学校法人森教育学園が運営しており、通称は「学芸（がくげい）」、「学芸館（がくげいかん）」。旧・金山学園高等学校（かなやまがくえんこうとうがっこう）とも呼ばれる。

## 概観
1960年（昭和35年）に設置・開学。普通科の他、全国の私立学校としては初めて設置された英語科がある。また同科の生徒は全員が最低1年の海外留学を行う。2004年度文部科学省スーパーイングリッシュランゲージハイスクール（SELHi）指定校、2015年度スーパーグローバルハイスクール(SGH)認定。
近年では部活動にも注力しており、硬式野球部が2001年春（第73回）に出場したことを皮切りに、バスケットボール部、サッカー部、吹奏楽部などが全国大会に出場している。2015年夏（第97回）にも出場し、春夏合わせて3度目の甲子園出場となった2019年夏（第101回）には甲子園初勝利を挙げた。2023年にはサッカー部が第101回全国高等学校サッカー選手権大会において、初優勝をした。これは岡山県勢においても初の優勝である。
生徒指導において「ゼロ・トレランス方式」をいち早く導入している。なお、生徒の携帯電話を持ち込み可とし、学校連絡にも電子メールを活用している。

### 学園の信条
学校創立者の森嘉吉が情誼、知性と教養、礼儀の重視、個性の伸長、郷土愛　愛国などの内容からなる建学の精神6カ条を記し、今日まで「学園の信条」として継承されている。

### 教育目標
教育目標として高い倫理観の育成、社会規範の遵守、個人主義意識と社会・国家意識を両立した教育、英語教育・海外交流の重視、思想・歴史・文化を重視した教養教育、国語教育の充実、文武両道の教育などを掲げている。

## 沿革

### 年表
- 1960年4月 - 岡山県西大寺女子高等学校（学校法人金山学園）として開校。
- 1966年1月 - 金山学園高等学校に改称。
- 1966年4月 - 衛生看護科と英語科を新設。
- 1983年4月 - 食物調理科新設。
- 1994年4月 - 岡山学芸館高等学校（学校法人森教育学園）に改称。
- 2004年4月 - 文部科学省からスーパーイングリッシュランゲージハイスクールに指定（2006年度までの3年間）。
- 2010年4月 - 岡山学芸館清秀中学校が開校。
- 2011年3月 - 食物調理科閉科
- 2013年4月 - 岡山学芸館高等学校に普通科清秀高等部(中高一貫部)を開設。
- 2020年 -  文部科学省から「地域との協働による高等学校教育改革推進事業（グローカル型）の事業特例校に指定[4]。
- 2021年 - 岡山学芸館清秀中学校に学芸館コースを新設。
- 2024年 - 高等学校 DX 加速化推進事業(DXハイスクール)に採択[5]。
- 2025年 - 高等学校DX加速化推進事業(DXハイスクール)に採択[6]。通信制課程フレックスVコースを新設[7]。

## 基礎データ

### 設置形態
- 中学校
- 高等学校
  - 普通科
    - 清秀高等部(中高一貫部、2013年度より新設)
    - スーパーVコース
    - 特別進学コース
    - 進学コース
    - 医進サイエンスコース（2010年度より新設）

  - 英語科

### 交通アクセス
- JR赤穂線西大寺駅徒歩5分
- 両備バス西大寺バスセンター徒歩5分

## 部活動
「★」印は強化指定部。
体育会
- 男子サッカー★ - 全国高校サッカーに5回出場。2023年の第101回全国高等学校サッカー選手権大会で岡山県勢として初優勝。
- 女子サッカー★
- 男子硬式野球★ - 選抜高校野球に1回出場、全国高校野球に4回出場。
- 女子硬式野球★
- 男子バスケットボール★ - ウインターカップに6回出場。
- 女子バスケットボール★
- 硬式テニス★
- 柔道
- 軟式テニス
- ダンス
- 水泳
- 軟式野球
- 卓球
- バドミントン
- バレーボール
- 陸上競技
- 剣道
- チアリーディング
- ゴルフ

文化会
- 吹奏楽★
- 演劇
- インターアクト
- 箏曲
- 科学
- 将棋
- 華道
- 外国語
- 茶道
- 園芸
- 軽音楽
- 放送
- Sクラブ（地域貢献活動）
- 芸術工芸
- ボランティア
- 琉球三味線
- 料理
- 合唱
- プログラミング

## 著名な卒業生

### サッカー
- 太田龍之介（ファジアーノ岡山）
- 千布一輝（鹿児島ユナイテッドFC）
- 永田一真（ヴァンラーレ八戸）
- 山田恭也（元ファジアーノ岡山）
- ダ・シルバ・ファビオ・岡（元ファジアーノ岡山）

### 野球
- 金村尚真（北海道日本ハムファイターズ、投手）
- 橋本義隆（元北海道日本ハムファイターズほか、投手）
- 柴原実（元阪急ブレーブス・オリックスブルーウェーブ、外野手）

### 格闘技
- 國米櫻（空手家）
- マリアナ・シルバ（柔道選手）
- 小林悠梨（プロボクサー）
- 佐藤光留（総合格闘家・プロレスラー）

### その他スポーツ
- 日比野菜緒（プロテニス選手）
- モーリス・ンドゥール（プロバスケットボール選手、名古屋ダイヤモンドドルフィンズ）
- 小松原美里（フィギュアスケート選手）

### 芸能
- 井上聡（芸人・次長課長）
- 松永英也（トロンボーン奏者）

## 著名な教職員・関係者
- 山﨑慶一（硬式野球部、女子硬式野球部元監督）
- 佐藤貴博（硬式野球部監督）

## 不祥事
岡山学芸館高校の男子バスケットボール部の顧問を務めていた50代の男性教諭が2002年の赴任時より部員に対して、「殺してやろうか」「死んでもらう」「ばか」と言った暴言を浴びせた他、部に所属している息子の髪の毛を掴んで引っ張ったり、部員に平手打ちなどの体罰を繰り返し行っていた。2013年には謹慎処分を受けるが、その後も改善が殆ど見られず2021年8月には保護者からの苦情を端緒として教頭が「懲戒解雇に相当する」と判断し、この当該教諭は同月付で依願退職した。岡山学芸館高校は「生徒や保護者に申し訳ない。体罰は絶対にあってはならないことで、今後、全職員に研修を行うなど再発防止に努める」としている。